# Héraclien
 (septembre 2007).
Si vous disposez d'ouvrages ou d'articles de référence ou si vous connaissez des sites web de qualité traitant du thème abordé ici, merci de compléter l'article en donnant les références utiles à sa vérifiabilité et en les liant à la section « Notes et références ».
Héraclien (latin : Heraclianus) est un officier de l'empereur romain Flavius Honorius de Ravenne, mort en 413.

## Biographie
Il se charge froidement de l'élimination de Stilicon en lui tranchant la tête le 22 août à Ravenne. Il supprime ensuite son fils Eucher peu après. En récompense, il est nommé comte d'Afrique. Il se comporte rapidement comme un prince indépendant et tel Firmus et Gildon, exerce sur Rome un chantage identique : en 409-410, il bloque les expéditions de blé et d'huile pour Rome et l'Italie (excepté Ravenne avec qui Héraclien était en parfaite coordination).
Bien que voyant arriver les têtes des différents usurpateurs à Carthage (Constantin III, Jovin…) et se voyant conférer le consulat par Ravenne pour l'an 413, Héraclien, contre toute attente, pousse sa chance en solitaire : au printemps, il débarque grâce à son imposante flotte en Italie avec une petite armée comme prétendant à l'empire. Mais à Otricoli en Ombrie, ses troupes sont anéanties par le comte Marin. Poursuivi en Afrique par celui-ci, Héraclien est capturé et décapité à Carthage dans le temple de la Mémoire en juin 413.